# Regiunea Liberec
Regiunea Liberec (cehă: Liberecký kraj) este o regiune (kraj) în partea de nord a Republicii Cehe și are centrul administrativ în orașul omonim. Este împărțită în 4 districte, fiind cea mai nordică regiune din Boemia.

## Okres (districte)
- Okres Česká Lípa
- Okres Jablonec nad Nisou
- Okres Liberec
- Okres Semily